# Partit Democràtic (Luxemburg)
El Partit Democràtic (Demokratesch Partei) és un partit polític de Luxemburg. Aquest partit polític és liberal i europeista; forma part del partit dels Europeus Liberals, Demòcrates i Reformistes.
Actualment el partit compta amb el 16% del suport popular i és la 3a força, només superada pels demòcratacristians i pels socialdemòcrates. Compta també amb l'alcaldia de la Ciutat de Luxemburg.

## Resultats electorals

### Eleccions legislatives
| Any  | Vots    | %         | Escons  | Escons totals | +/– | Gover    |
| ---- | ------- | --------- | ------- | ------------- | --- | -------- |
| 1945 | 366,860 | 18.0 (#3) | 9 / 51  | 9 / 51        | Nou | Coalició |
| 1948 | 97,415  | 11.6 (#3) | 3 / 26  | 9 / 51        | =   | Coalició |
| 1951 | 215,511 | 20.9 (#3) | 5 / 26  | 8 / 52        | 1   | Oposició |
| 1954 | 255,522 | 12.3 (#3) | 6 / 52  | 6 / 52        | 2   | Oposició |
| 1959 | 448,387 | 20.3 (#3) | 11 / 52 | 11 / 52       | 5   | Coalició |
| 1964 | 280,644 | 12.2 (#3) | 6 / 56  | 6 / 56        | 5   | Oposició |
| 1968 | 430,262 | 18.0 (#3) | 11 / 56 | 11 / 56       | 5   | Coalició |
| 1974 | 668,043 | 23.3 (#3) | 14 / 59 | 14 / 59       | 3   | Coalició |
| 1979 | 648,404 | 21.9 (#2) | 15 / 59 | 15 / 59       | 1   | Coalició |
| 1984 | 614,627 | 20.4 (#3) | 14 / 64 | 14 / 64       | 1   | Oposició |
| 1989 | 498,862 | 17.2 (#3) | 11 / 60 | 11 / 60       | 3   | Oposició |
| 1994 | 548,246 | 19.3 (#3) | 12 / 60 | 12 / 60       | 1   | Oposició |
| 1999 | 632,707 | 22.4 (#2) | 15 / 60 | 15 / 60       | 3   | Coalició |
| 2004 | 460,601 | 16.1 (#3) | 10 / 60 | 10 / 60       | 5   | Oposició |
| 2009 | 432,820 | 15.0 (#3) | 9 / 60  | 9 / 60        | 1   | Oposició |
| 2013 | 597,879 | 18.3 (#3) | 13 / 60 | 13 / 60       | 4   | Coalició |
| 2018 | 597,080 | 16.9 (#3) | 12 / 60 | 12 / 60       | 1   | Coalició |
| 2023 | 703,833 | 18.7 (#3) | 14 / 60 | 14 / 60       | 2   | Coalició |

### Eleccions europees
| Any  | Vots    | %          | Escons | +/– |
| ---- | ------- | ---------- | ------ | --- |
| 1979 | 274,307 | 28.1 (#2)  | 2 / 6  | Nou |
| 1984 | 218,481 | 22.1 (#3)  | 1 / 6  | 1   |
| 1989 | 198,254 | 19.9 (#3)  | 1 / 6  | =   |
| 1994 | 190,977 | 18.8 (#3)  | 1 / 6  | =   |
| 1999 | 207,379 | 20.5 (#2)  | 1 / 6  | =   |
| 2004 | 162,064 | 14.9 (#4)  | 1 / 6  | =   |
| 2009 | 210,107 | 18.7 (#3)  | 1 / 6  | =   |
| 2014 | 173,255 | 14.8 (#3)  | 1 / 6  | =   |
| 2019 | 268,910 | 21.4 (#1)  | 2 / 6  | 1   |
| 2024 | 253,344 | 18.29 (#3) | 1 / 6  | 1   |

## Presidents
1. Lucien Dury (1948 - 1952)
2. Eugène Schaus (1952 - 1959)
3. Lucien Dury (1959 - 1962)
4. Gaston Thorn (1962 - 1969)
5. René Konen (1969 - 1971)
6. Gaston Thorn (1971 - 1980)
7. Colette Flesch (1980 - 1989)
8. Charles Goerens (1989 - 1994)
9. Lydie Polfer (1994 - 2004)
10. Claude Meisch (2004 - 2013)
11. Xavier Bettel (2013 - 2015)
12. Corinne Cahen (2015 - 2022)
13. Lex Delles (2022 -)